# Ligidium floridanum
Ligidium floridanum là một loài chân đều trong họ Ligiidae. Loài này được Schultz & Johnson miêu tả khoa học năm 1984.